# Fatoma
Fatoma est une commune rurale du Mali, chef-lieu d'arrondissement dans le cercle et la région de Mopti.

## Villages
La commune s'étend sur 24 localités relevées lors du recensement général de 2009. 
Les villages le plus peuplés sont :
- Fatoma (4 034 habitants)
- Niacongo (1 646 habitants)
- Thy (1 023 habitants)